# Melanorhinus
Melanorhinus – rodzaj ryb z rodziny Atherinopsidae.

## Klasyfikacja
Gatunki zaliczane do tego rodzaju:
- Melanorhinus boekei
- Melanorhinus cyanellus
- Melanorhinus microps